# Leonora Ruffo
Leonora Ruffo (Roma, 13 de enero de 1936-Roma, 25 de mayo de 2007) fue una actriz de cine italiana.

## Biografía

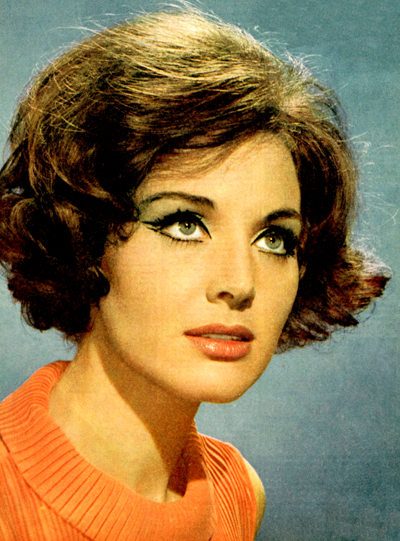
Ruffo en los años 1960.

Nacida en Roma como Bruna Bovi, hija de Angelo Bovi, entrenador de baloncesto de la Ginnastica Roma, pluricampeón del Campeonato Italiano, ella no logró obtener los papeles principales en Cielo sobre el pantano de Augusto Genina y Mañana será otro día de Léonide Moguy debido a la oposición de su familia. Finalmente debutó en 1951 en Gli amanti di Ravello de Francesco De Robertis.
Su actividad se centró casi exclusivamente en películas de péplum y aventuras; una excepción es su papel como la sensata Sandra Rubini en Los inútiles de Federico Fellini.
Se retiró de la actuación a finales de la década de 1960.
Ruffo también protagonizó varias fotoromanzi, generalmente apareciendo en los créditos como Bruna Falchi o con el nombre artístico de Ingrid Swenson. Estuvo casada con el productor italiano Ermanno Curti y tuvo dos hijos, Stefano y Gianluca. Era la tía de Claudia Mori.

## Filmografía
- Gli amanti di Ravello (1950)

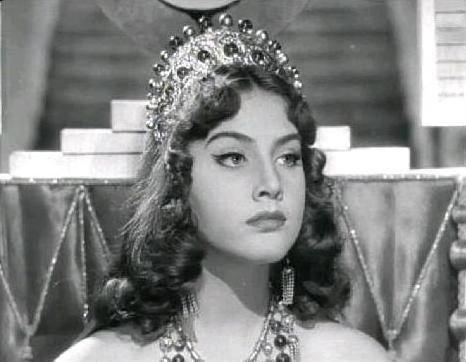
Ruffo en La regina di Saba (1952).

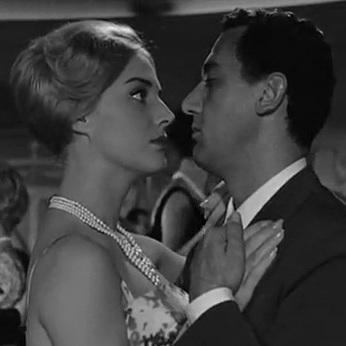
Ruffo con Alberto Sordi en Il vedovo (1959).

- Le meravigliose avventure di Guerrin Meschino (1952)
- La regina di Saba (1952)
- Los inútiles (1953)
- Amori di mezzo secolo, episodio L'amore romantico (1954)
- Ricordami (1955)
- Ciao, pais... (1956)
- Il diavolo nero (1957)
- Due selvaggi a corte (1958)
- Sergente d'ispezione (1958)
- Il vedovo (1959)
- La venganza de Hércules (1960)
- Spade senza bandiera (1960)
- Un dollaro di fifa (1960)
- Puños de hierro (1961)
- Hércules en el centro de la Tierra (1961)
- 2+5 missione Hydra (1966)
- E venne il tempo di uccidere (1968)
- Brucia ragazzo, brucia (1969)